# Qanbūs
Un qanbūs o gambus (in arabo  قنبوس‎?) è un liuto a manico corto originario dello Yemen e poi diffusosi nella penisola arabica. Sachs considera che possa derivare dal turco komuz, anche se è più simile ad uno oud. Lo strumento può essere correlato o un discendente del barbat. Ha dodici corde di nylon che vengono pizzicate con un plettro di plastica per generare il suono, molto simile a quella di una chitarra. Tuttavia, a differenza di una chitarra, il "gambus" non ha tasti. La sua popolarità diminuì durante i primi anni di regno di Yahya Muhammad Hamid ed-Din. All'inizio del XXI secolo, l'oud ha sostituito i qanbū come strumento di scelta per i liutisti mediorientali.
La migrazione dallo Yemen ha visto il diffondersi dello strumento in diverse regioni dell'Oceano Indiano. Nell'Asia sud-orientale musulmana (in particolare in Indonesia, Malaysia e Brunei), dove è chiamato gambus, ha prodotto un intero genere musicale a sé stante. Oggi è suonato a Johor, nel sud della Malaysia, nella danza tradizionale Zapin e in altri generi, come il Malay ghazal e un ensemble noto come kumpulan gambus ("gruppo gambus"). Il gambus di Kumpulan si trova anche a Sabah, specialmente nel distretto di Bongawan nel Borneo orientale malese. Nelle Comore è conosciuto come "gabusi", ed a Zanzibar come gabbus.

## Bibliografia

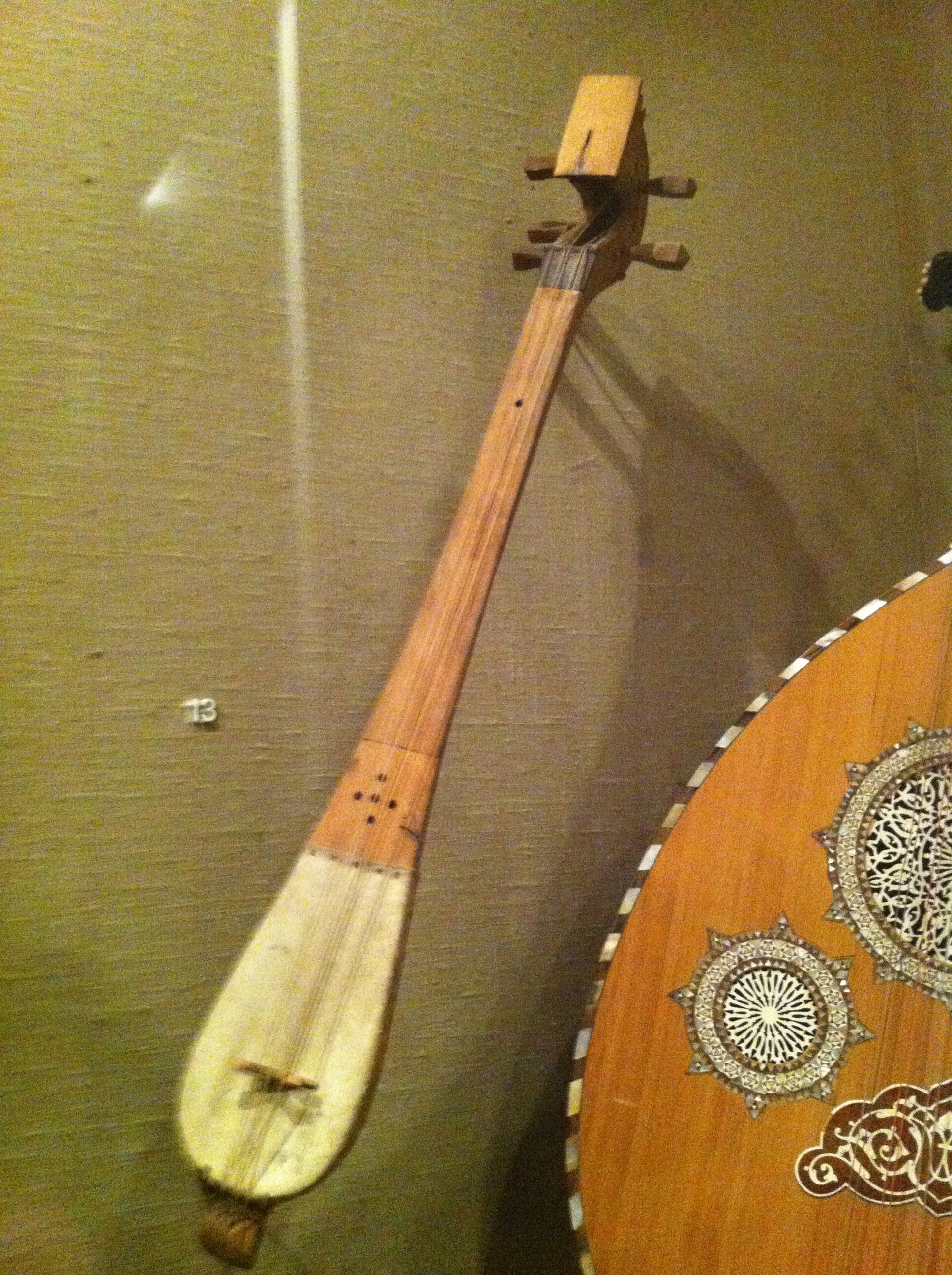
Un qanbus nella collezione di strumenti musicali del Metropolitan Museum of Art, New York City. Etichetta "Siria. 89.4.394".